# Charles Sellon

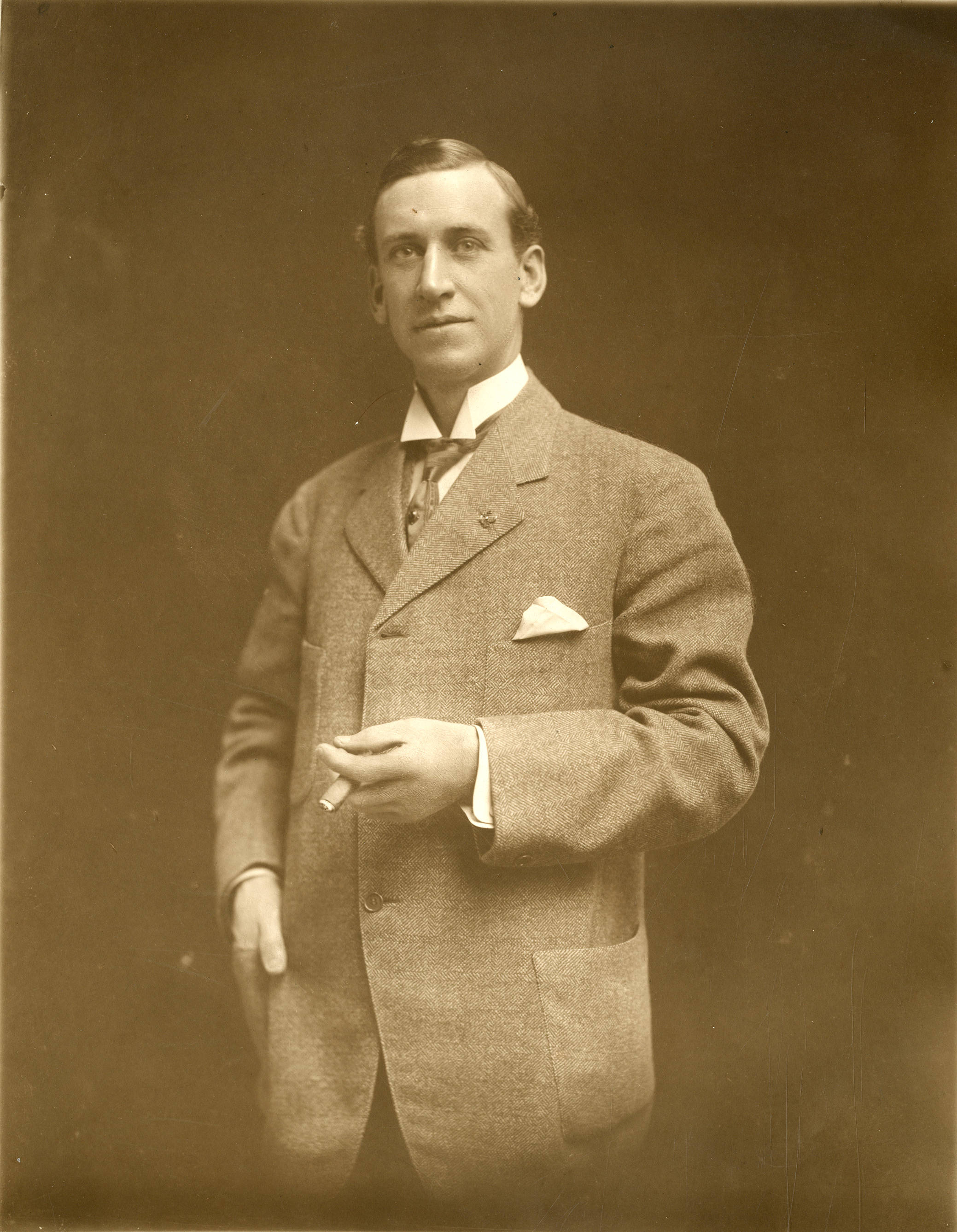
Charles A. Sellon (1909)

Charles Sellon (* 24. August 1870 in Boston, Massachusetts; † 26. Juni 1937 in La Crescenta, Kalifornien) war ein US-amerikanischer Film- und Theaterschauspieler.

## Leben und Karriere
Sellons Vater betrieb in dessen Jugend einen Süßwarenladen in Sioux City, Iowa. Der junge Sellon befreundete sich mit Schauspielern, die dort in Gastspielen auftraten, und schloss sich schließlich selbst einer Schauspielgruppe an. Er war zunächst über viele Jahre als Bühnenschauspieler tätig. Am Broadway spielte er zwischen 1907 und 1919 in vier Produktionen. Sein Filmdebüt gab er erst 1923, als er bereits über 50 Jahre alt war.
Sellons filmisches Schaffen umfasst über 110 Filme, wobei er in den 1930er-Jahren besonders häufig ältere Miesepeter in Nebenrollen darstellte. Einen seiner heute noch bekanntesten Auftritte hatte er als blinder, unfreundlicher Kunde Mr. Muckle in der Komödie Das ist geschenkt (1934), wo seine Figur das halben Ladengeschäft von W. C. Fields’ Hauptfigur zerstört. Einen weiteren bekannten Auftritt hatte er als grantiger, aber gutherziger Millionär in Lachende Augen (1934) an der Seite von Shirley Temple. Im September 1935 gewann Sellon einen Photoplay Award als Bester Schauspieler des Monats für seine Darstellung in der Will-Rogers-Komödie In Old Kentucky. Dieser war zugleich sein letzter Film, da er sich nach gesundheitlichen Problemen aus dem Filmgeschäft zurückzog.
Sellon starb 1937 an den Folgen einer Thrombose. Er war von 1896 bis zu seinem Tod mit Florence E. Willis verheiratet. Das Paar hatte einen Sohn, Robert Charles Sellon (1911–1997).

## Filmografie (Auswahl)
- 1923: Pancho Lopez, der Bandit (The Bad Man)
- 1924: Fliesendes Gold (Flowing Gold)
- 1924: Achtung! Die Dame im Auto! (The Girl in the Limousine)
- 1924: Die Auswanderer. Farmerlos (Sundown)
- 1925: Dr. Palmers unheimliches Haus (The Monster)
- 1925: Der Teufelsjunge (The Lucky Devil)
- 1925: Rin Tin Tin bei den Goldsuchern (Tracked in the Snow Country)
- 1926: Die Sensation von London (High Steppers)
- 1927: König der Könige (The King of Kings)
- 1927: Rummelplatz ’Wild-West’ (Painted Ponies)
- 1927: Kampf im Tal der Riesen (The Valley of the Giants)
- 1928: Something Always Happens
- 1928: Mädel sei lieb (Happiness Ahead)
- 1929: Bulldog Drummond
- 1929: Landung im Paradies (The Man and the Moment)
- 1929: Der Mann mit den zwei Frauen (The Saturday Night Kid)
- 1929: Der Kampf um die Macht (The Mighty)
- 1929: The Vagabond Lover
- 1930: Der Autowüstling (Burning Up)
- 1930: Tom Sawyer
- 1931: Feindschaft (The Painted Desert)
- 1931: Penrod and Sam
- 1932: Der Falke (Ride Him, Cowboy)
- 1932: Jagd auf James A. (I Am a Fugitive from a Chain Gang)
- 1933: Employees’ Entrance
- 1933: Der Weg ins Ungewisse (Central Airport)
- 1933: Midnight Mary
- 1933: Ganovenbraut (Hold Your Man)
- 1933: Baby Face
- 1933: Verschollen in New York (Bureau of Missing Persons)
- 1933: Hoop–La
- 1934: Harold Lloyd, der Strohmann (The Cat’s-Paw)
- 1934: Der Schrecken der Rennbahn (6 Day Bike Rider)
- 1934: Das ist geschenkt (It’s a Gift)
- 1934: Lachende Augen (Bright Eyes)
- 1935: The Casino Murder Case
- 1935: Der Teufel ist eine Frau (The Devil is a Woman)
- 1935: It’s a Small World
- 1935: Diamanten-Jim (Diamond Jim)
- 1935: The Gay Deception
- 1935: In Old Kentucky